# Caponina cajabamba
Caponina cajabamba är en spindelart som beskrevs av Norman I. Platnick 1994. Caponina cajabamba ingår i släktet Caponina och familjen Caponiidae.
Artens utbredningsområde är Peru. Inga underarter finns listade.